# Casey Nelson
Pour les articles homonymes, voir Nelson.
Casey Nelson (né le 18 juillet 1992 à Stillwater dans l'État du Minnesota aux États-Unis) est un joueur professionnel américain de hockey sur glace. Il évolue au poste de défenseur.

## Biographie
Il a évolué de 2013 à 2016 pour les Mavericks de l'Université d'État du Minnesota à Mankato. Après avoir complété sa troisième saison d'université, il signe comme agent libre avec les Sabres de Buffalo en mars 2016. Quatre jours plus tard, ses débuts professionnels dans la LNH avec les Sabres contre les Jets de Winnipeg et il récolte une assistance.

## Statistiques
| Saison     | Équipe                         | Ligue      |    | Saison régulière | Saison régulière | Saison régulière | Saison régulière | Saison régulière |   | Séries éliminatoires | Séries éliminatoires | Séries éliminatoires | Séries éliminatoires | Séries éliminatoires |
| Saison     | Équipe                         | Ligue      | PJ | B                | A                | Pts              | Pun              | PJ               | B | A                    | Pts                  | Pun                  |                      |                      |
| 2010-2011  | Avalanche de l'Alaska          | NAHL       | 29 | 1                | 5                | 6                | 8                | -                | - | -                    | -                    | -                    |                      |                      |
| 2011-2012  | Avalanche de l'Alaska          | NAHL       | 56 | 1                | 19               | 20               | 14               | 5                | 0 | 0                    | 0                    | 0                    |                      |                      |
| 2012-2013  | Tomahawks de Johnstown         | NAHL       | 56 | 10               | 22               | 32               | 42               | 2                | 0 | 0                    | 0                    | 0                    |                      |                      |
| 2013-2014  | Université d'État du Minnesota | WCHA       | 19 | 1                | 4                | 5                | 6                | -                | - | -                    | -                    | -                    |                      |                      |
| 2014-2015  | Université d'État du Minnesota | WCHA       | 40 | 7                | 26               | 33               | 16               | -                | - | -                    | -                    | -                    |                      |                      |
| 2015-2016  | Université d'État du Minnesota | WCHA       | 40 | 6                | 16               | 22               | 22               | -                | - | -                    | -                    | -                    |                      |                      |
| 2015-2016  | Sabres de Buffalo              | LNH        | 7  | 0                | 4                | 4                | 8                | -                | - | -                    | -                    | -                    |                      |                      |
| 2016-2017  | Sabres de Buffalo              | LNH        | 11 | 0                | 0                | 0                | 4                | -                | - | -                    | -                    | -                    |                      |                      |
| 2016-2017  | Americans de Rochester         | LAH        | 58 | 7                | 14               | 21               | 24               | -                | - | -                    | -                    | -                    |                      |                      |
| 2017-2018  | Americans de Rochester         | LAH        | 40 | 2                | 9                | 11               | 16               | 1                | 0 | 0                    | 0                    | 0                    |                      |                      |
| 2017-2018  | Sabres de Buffalo              | LNH        | 37 | 3                | 5                | 8                | 8                | -                | - | -                    | -                    | -                    |                      |                      |
| 2018-2019  | Americans de Rochester         | LAH        | 5  | 0                | 1                | 1                | 4                | -                | - | -                    | -                    | -                    |                      |                      |
| 2018-2019  | Sabres de Buffalo              | LNH        | 38 | 1                | 5                | 6                | 13               | -                | - | -                    | -                    | -                    |                      |                      |
| 2019-2020  | Americans de Rochester         | LAH        | 48 | 4                | 8                | 12               | 10               | -                | - | -                    | -                    | -                    |                      |                      |
| Totaux LNH | Totaux LNH                     | Totaux LNH | 93 | 4                | 14               | 18               | 33               | -                | - | -                    | -                    | -                    |                      |                      |

## Trophées et honneurs personnels
- 2014-2015 : nommé dans la deuxième équipe d'étoiles de la WCHA.
- 2015-2016 :
  - nommé dans la première équipe d'étoiles de la WCHA.
  - nommé joueur défensif de la saison de la WCHA.